# Université Norbert-Zongo
L'université Norbert-Zongo (UNZ), anciennement l'université de Koudougou (UK), est une université publique d'Afrique de l'Ouest située dans la ville de Koudougou, dans la région Centre-Ouest du Burkina Faso.

## Historique de l'UK
Le transfert de l’Institut des sciences de l’éducation (INSE) et de l’École des cadres d’animation pédagogiques (ECAP) a permis la création de l'École normale supérieure de Koudougou (ENSK) le 27 septembre 1996 (décret n°96-331/PRES/PM/MESSRS/MEBA).
Le 22 juin 2000, l'ENSK est transformée en établissement d'enseignement supérieur, de formation professionnelle et de recherche (décret n°2000-287/PRES/PM/MESSRS/MEBA/MEF).
En 2004, l'ENSK est érigée en établissement public de l’État à caractère scientifique, culturel et technique (EPSCT), en application de la loi n°32-2000/AN du 8 décembre 2000.
En 2021 : arrivée de la nouvelle filière de la linguistique a l'université Norbert-Zongo 
Ce n'est que le 31 août 2005, que l'université de Koudougou voit le jour (décret n°2005-460/PRES/PM/MESSRS/MFB).
L'université est renommée Université Norbert-Zongo (UNZ), en hommage au journaliste d'investigation Norbert Zongo, par décret pris en conseil des ministres du 27 juillet 2017. La cérémonie de baptême a lieu le 30 novembre de la même année.

### Historique des présidents
- 2005 - 2013 : Gérard Bila Segda[6]
- Depuis 2013 : Georges Sawadogo[7]
- Depuis 2017: Nicolas Barro
- Depuis 2019 : Fréderic OUATTARA
- Depuis 2022 : Issa Abdou MOUMOULA

## Organisation de l'UK
A la rentrée 2010/2011, l'université de Koudougou accueillait plus de 5 400 étudiants dans ses différentes composantes :
- UFR en Sciences économiques et de gestion
- UFR en Lettres et sciences humaines
- École normale supérieure
- Institut universitaire de technologie
- UFR en Sciences et Techniques

## Personnalités liées
- Frédéric Ouattara, enseignant de physique à l'unité de formation et de recherche (UFR) en sciences et technologies, directeur de laboratoire de recherche en énergétique et météorologie de l'espace